# 骨付きバナナ
骨付きバナナ（ほねつきバナナ）は、松竹芸能に所属していたお笑いコンビ。

## 概要
松竹芸能養成所で知り合った二人でコンビ結成し、漫才師として大阪松竹で活動。楽屋Aのメンバーとしても活動した。大阪時代、うえしはBAR経営、こうだいは公務員として勤務しながら活動する兼業芸人であった。漫才だけでなく、ピン芸やコントもしており、R-1グランプリ、キングオブコントともに準々決勝進出経験がある。2024年3月に活動拠点を東京に移したが、その1年後の2025年3月末をもって解散する。こうだいは、「方向性の違い」が生じての解散とコメントしている。解散後はともに松竹芸能を退所した。

## メンバー
うえし（1993年6月23日 - ）(31歳）
- 本名は上芝拓輝（うえしば ひろき）。和歌山県有田川町出身[8]。
- 趣味は、漫画・映画・ラップバトル・お酒・自己啓発・歌・ボイパ・モノマネ。
- R-1グランプリでは、2022年から2年連続で準々決勝に進出している。
- 大学卒業後は3年ほど営業マンをしていたが脱サラしてミナミでBARを開業した[3]。自由な時間ができたことで芸人の夢を思い出し、養成所に入った[9]。

こうだい（1996年1月5日 - ）(29歳）
- 本名は福居滉大（ふくい こうだい）。和歌山県御坊市出身[10]。
- 趣味は、陸上（短距離）・カラオケ・古着屋巡り・ギャルの投稿にいいねを押すこと。
- 兵庫県伊丹市役所の元職員で[10][11]、補助金に詳しい。公務員時代は副業が制限されていたが、休日と終業後を利用して芸人活動をしていた。ギャラの発生する仕事の場合は事前申請をして出演した[12]。
- 解散後は、高校の同級生で吉本興業に所属する川合裕也とのコンビ「しっとり最高裁」を結成。なおアマチュア時代にも同じコンビでM-1グランプリ2017に出場したことがあり、再結成となる[13]。

## 賞レース戦歴

### M-1グランプリ
| 年度             | 結果         | 順位 | エントリー No. | 備考                                    |
| ---------------- | ------------ | ---- | -------------- | --------------------------------------- |
| 2020年（第16回） | 1回戦敗退    |      | 616            |                                         |
| 2021年（第17回） | 2回戦進出    |      | 565            |                                         |
| 2022年（第18回） | 準々決勝進出 |      | 363            | 3回戦敗退後追加合格し、準々決勝に進出。 |
| 2023年（第19回） | 3回戦進出    |      | 430            |                                         |
| 2024年（第20回） | 2回戦進出    |      | 320            |                                         |

### キングオブコント
- 2020年 準々決勝進出
- 2021年 2回戦進出
- 2022年 準々決勝進出
- 2023年 準々決勝進出
- 2024年 準々決勝進出

### その他賞レース
- 2021年 第21回 新人お笑い尼崎大賞 決勝進出
- 2022年 R-1グランプリ 準々決勝進出（うえし）
- 2023年 UNDER 5 AWARD 準決勝進出
- 2023年 R-1グランプリ 準々決勝進出（うえし）
- 2024年 R-1グランプリ 準々決勝進出（うえし）
- 2024年 UNDER 5 AWARD 準決勝進出[16]

## エピソード
- 2024年1月1日に放送されたおもしろ荘の出演が決まった際に滉大は「学生時代から見ていた番組に自分が出られるとは本当すごいことです」と喜びつつ「有名な方々と共演させてもらったので、このまま芸能界に溶け込みます」と意欲をみせた[17]。
- 兼業芸人時代は、うえしは夜、こうだいは昼の仕事であるためネタ合わせの時間をあまり取れず、LINEで事前打ち合わせをして出演ライブ直前の短時間で仕上げるという方法をとっていた[18]。「こんなにネタ合わせをしていないコンビはいない」と自ら語っている[19]。

## 出演

### テレビ
- THE CONTEへの道（フジテレビ）
- 年貢芸人（読売テレビ）
- 走れ！みつくに社長（テレビ大阪）
- 深夜のハチミツ（フジテレビ）
- おもしろ荘へいらっしゃい（日本テレビ）
- おはスタ（テレビ東京） - 金曜日レギュラー
- なるみ・岡村の過ぎるTV（朝日放送テレビ）

### その他
- マイナビLaughter Night（TBSラジオ）
- タメスバ！骨付きバナナのスイートスポット！（ABCラジオ）
- あらびき団2023夏（TBS)
- 上方演芸会（NHKラジオ）

## 引用
1. ↑  “楽屋Aメンバー - 楽屋A”. 2024年3月4日閲覧。
2. ↑  Inc, Natasha. “骨付きバナナのプロフィール”. お笑いナタリー. 2024年3月4日閲覧。
3. 1 2  “バー経営者と公務員。“二刀流”同士の異色コンビ「骨付きバナナ」が見すえる今後”. 読みテレ｜読んで楽しいテレビの話. 2024年3月4日閲覧。
4. ↑  “R-1グランプリ2022”. R-1グランプリ2022 公式サイト. 2023年8月23日閲覧。
5. ↑  CONTE, KING OF. “8月17日(木)”. キングオブコント2023. 2023年8月23日閲覧。
6. ↑  Inc, Natasha. “「おもしろ荘」出演の骨付きバナナ、3月に東京進出”. お笑いナタリー. 2024年1月3日閲覧。
7. ↑  “骨付きバナナ こうだい (X:旧twitter)”. 2025年2月24日閲覧。
8. ↑  hidakashimpo (2023年9月29日). “僕の体の半分は丸金のコロッケ - 日高新報”. 2024年3月4日閲覧。
9. ↑  “脱サラについて｜骨付きバナナうえし”. note（ノート） (2022年2月17日). 2024年3月4日閲覧。
10. 1 2  “笑いで地域活性を - 日高新報” (2020年8月19日). 2023年8月23日閲覧。
11. ↑  Corporation, Asahi Television Broadcasting. “過去の放送｜なるみ・岡村の過ぎるTV｜朝日放送テレビ”. www.asahi.co.jp. 2024年3月4日閲覧。
12. ↑  “バー経営者と公務員。“二刀流”同士の異色コンビ「骨付きバナナ」が見すえる今後”. 読みテレ｜読んで楽しいテレビの話. 2024年3月4日閲覧。
13. ↑  “たこやきパーティ | コンビ情報”. M-1グランプリ 公式サイト. 2025年5月27日閲覧。
14. ↑  “骨付きバナナ | コンビ情報”. M-1グランプリ 公式サイト. 2023年8月23日閲覧。
15. ↑  “お知らせ”. M-1グランプリ 公式サイト. 2023年8月23日閲覧。
16. ↑  Inc, Natasha. “【ライブレポート】キャプバイ、群青団地ら35組「UNDER5」東京準決勝で激突 KAƵMA「楽屋がすごい緊張感」”. お笑いナタリー. 2024年6月7日閲覧。
17. ↑  “骨付きバナナ 大みそかのぐるナイおもしろ荘に出演 - 日高新報” (2023年12月28日). 2024年1月2日閲覧。
18. ↑  “中西正男の「そら、この芸人さん、売れるにきまってる！」【49】 バー経営者と公務員。“二刀流”同士の異色コンビ「骨付きバナナ」が見すえる今後”. 読みテレ｜読んで楽しいテレビの話. 2023年8月23日閲覧。
19. ↑  “BAR経営＆地方公務員の異色お笑いコンビが職を捨て東京進出する理由 おもしろ荘で注目「骨付きバナナ」（よろず～ニュース）”. Yahoo!ニュース. 2024年3月4日閲覧。